# Smocza Jama
Smocza Jama (que en polaco quiere decir: Guarida del Dragón) es una cueva de piedra caliza en la colina de Wawel en Cracovia, Polonia. Debido a su ubicación en el corazón de la antigua capital del país y su conexión con el legendario dragón de Wawel, es una de las cuevas más conocidas en Polonia.
Smocza Jama tiene dos entradas, una natural y otra artificial, además se realizaron trabajos para el agua en el siglo XIX también. Están conectadas por tres cámaras de gran tamaño. Un pasillo lateral, descubierto en 1974, conduce a la Catedral de San Wenceslao y San Estanislao o Catedral de Cracovia. En las piscinas subterráneas viven raros crustáceos como el Troglobio, y el Niphargus tatrensis, reliquia de la fauna marina del Terciario.
Smocza Jama tiene la longitud de 276 metros y un rango vertical de 15 m.